# Archidiocèse grec-orthodoxe de Bosra, du Hauran et du Jabal al-Arab
 (mai 2019).
Si vous disposez d'ouvrages ou d'articles de référence ou si vous connaissez des sites web de qualité traitant du thème abordé ici, merci de compléter l'article en donnant les références utiles à sa vérifiabilité et en les liant à la section « Notes et références ».
L'archidiocèse grec-orthodoxe de Bosra, du Hauran et du Jabal al-Arab est une circonscription de l'Église orthodoxe d'Antioche. Il a son siège à Soueïda.